# Labado (Goulfey)
Pour les articles homonymes, voir Labado.
Labado est une localité du Cameroun située au sud du lac Tchad, dans le département du Logone-et-Chari et la Région de l'Extrême-Nord. Elle fait partie de la commune de Goulfey et du canton de Nimia.

## Population
Lors du recensement de 2005, on y a dénombré 289 personnes.